# Mermessus monticola
Mermessus monticola là một loài nhện trong họ Linyphiidae.
Loài này thuộc chi Mermessus. Mermessus monticola được Alfred Frank Millidge miêu tả năm 1987.